# 58702 Tizianabitossi
58702 Tizianabitossi è un asteroide della fascia principale. Scoperto nel 1998, presenta un'orbita caratterizzata da un semiasse maggiore pari a 2,6497675 au e da un'eccentricità di 0,1776447, inclinata di 4,90609° rispetto all'eclittica.